# Hoplopleura arboricola
Hoplopleura arboricola – gatunek wszy z rodziny Hoplopleuridae, pasożytujący głównie na Tamias townsendii, gryzoniu z rodziny wiewiórkowatych. Występuje również na innych gatunkach z tej rodziny takich jak: Tamias alpinus, Tamias amoenus, Tamias dorsalis, Tamias merriami, Tamias minimus, Tamias ochrogenys, Tamias quadrivittatus. Powoduje wszawicę.
Wszy te mają ciało silnie spłaszczone grzbietowo-brzusznie. Samica składa jaja zwane gnidami, które są mocowane specjalnym "cementem" u nasady włosa. Rozwój osobniczy trwa po wykluciu się z jaja około 14 dni. Pasożytuje na skórze. Występuje na terenie Ameryki Północnej.